# Edward Highmore
 (août 2021).
Pour les articles homonymes, voir Highmore.
Edward Thomas Highmore né le 3 avril 1961 à Kingston upon Thames, à Londres est un acteur anglais.

## Biographie

### Vie et carrière
Mieux connu pour avoir joué Leo Howard dans le drame de la BBC des années 1980, Howards' Way. Il est également apparu dans Doctor Who, jouant Malkon dans la série Planet of Fire de 1984. Highmore a fréquenté la Guildford School of Acting.
Il est le père de l'acteur Freddie Highmore, qui a joué Charlie Bucket dans la version cinématographique de 2005 de Charlie et la chocolaterie, et de Bertie. Edward et Freddie ont joué ensemble dans Jack et le Haricot magique tant que père et fils. La femme d'Edward, Sue Latimer, est une agente de talent dont les clients incluent Daniel Radcliffe.

## Filmographie
| Année     | Titre                        | Role              | Notes                        |
| --------- | ---------------------------- | ----------------- | ---------------------------- |
| 1984      | Doctor Who                   | Malkon            | Épisode Planet of Fire       |
| 1984–1985 | Lame Ducks                   | Freddie           | 4 épisodes                   |
| 1985      | Les Tripodes                 | Boll              | 5 épisodes                   |
| 1985–1990 | Howards' Way                 | Leo Howard        | Téléfilm                     |
| 1993      | Heidi                        | Herr Kandidat     | Minisérie                    |
| 1994      | Willie's War                 | Dad               |                              |
| 1994      | Love Hurts                   | Dr. Wood          | Épisode : Cards on the Table |
| 1994      | Doomsday Gun                 | Claude            | Téléfilm                     |
| 1995      | The Politician's Wife        | Club Waiter       | 3 épisodes                   |
| 1995      | Annie: A Royal Adventure!    | Hotel Clerk       | Téléfilm                     |
| 1996      | The Detectives               | Doctor            | Épisode Sacked               |
| 1996      | Jack and Jeremy's Real Lives | Chef              | Épisode Restaurateurs        |
| 1997      | No Child of Mine             | Ray               | Téléfilm                     |
| 1997      | See You Friday               | Keith             | 1 épisode                    |
| 1998      | Mosley                       | Derek Johnson     | Série TV                     |
| 1998      | Elizabeth                    | Lord Harewood     |                              |
| 1999      | The Blonde Bombshell         | Reporter          | Minisérie                    |
| 2000      | Le Dixième Royaume           | Queen's Servant   | Minisérie                    |
| 2001      | Jack et le Haricot magique   | Dad at Playground | Minisérie                    |
| 2002      | Ali G Indahouse              | Cabinet MP        |                              |